# 大欧木伦河
大欧木伦河，也称欧木伦河，位于中华人民共和国内蒙古自治区赤峰市阿鲁科尔沁旗的一条河流，是乌力吉木伦河左岸支流，发源于坤都镇乌森义和嘎查以北拜钦达巴山顶，蜿蜒向东南流经扬子嘎查、巴彦浩勒包嘎查、巴彦花水库、巴彦花镇王爷伙房村（原道伦百姓乡）、新民乡、天山镇中部、县城城区欧沐沦街道、天山口镇等地，于天山口镇平安地村（平安地乡）东北转东流，于绍根镇东道德庙东南汇入乌力吉木伦河。河流全长120千米，流域面积2304.11平方千米，河道平均比降4.7‰，年均径流量0.24亿立方米。大欧木伦河上游山区林木茂密，中下游两岸多为农田。巴彦花水库下游季节性有水，枯水期河道干涸。